# Kenilworth
Kenilworth è una cittadina di 22 582 abitanti della contea del Warwickshire, in Inghilterra.

## Amministrazione

### Gemellaggi
- Bourg-la-Reine, Francia
- Eppstein, Germania
- Roccalumera, Italia